# Кріологія
Кріологія (від дав.-гр. Kryos — холод, лід і — вчення) — наука про природні об'єкти і процеси, що відбуваються в кріосфері. Кріологія досліджує фізичні, хімічні і мінералогічні зміни води при температурах нижче її точки замерзання, а також природні тіла та явища, що виникають при негативних температурах. Головними об'єктами кріологи є атмосферні льоди, наземне і морське зледеніння, що вивчаються в гляціології, а також багаторічна кріолітозона, що вивчається в рамах геокріології. У завдання кріології входить також розробка методів прогнозу змін кріосфери Землі та її природно-історичних компонентів як під впливом природних, так і антропогенних причин.